# Toroderoides
Toroderoides là một chi bọ cánh cứng trong họ Chrysomelidae.
Chi này được miêu tả khoa học năm 1998 bởi Doeberl.

## Các loài
Các loài trong chi này gồm:
- Toroderoides quadrimaculata Doeberl, 1998
- Toroderoides wiesneri Doeberl, 1998